# I ur och skur

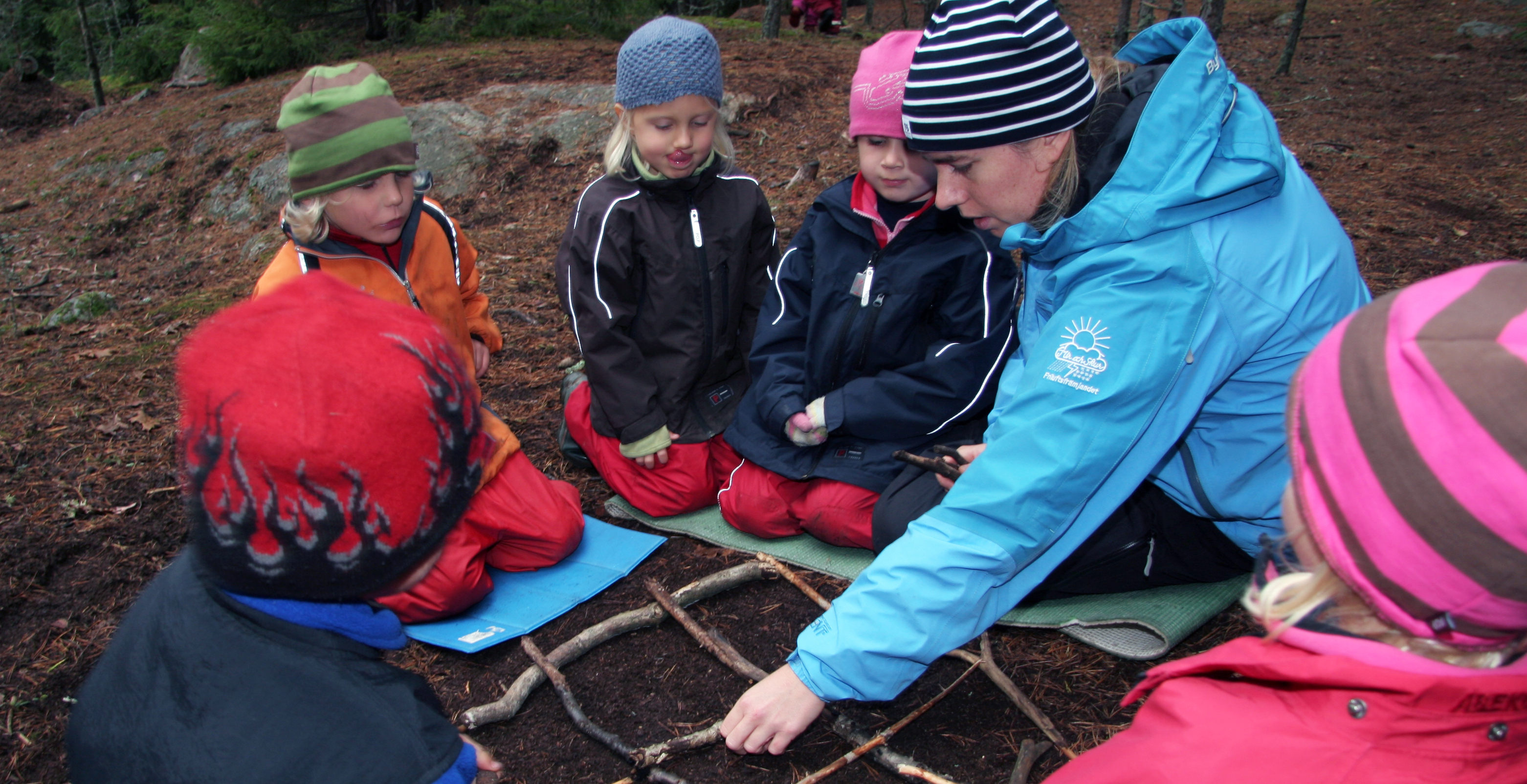
I ur och skur.

I ur och skur är en pedagogik, för förskola och skola, som har sin utgångspunkt i friluftsliv och utomhuspedagogik samt upplevelsebaserat lärande. Pedagogiken utvecklades utifrån Friluftsfrämjandets barnverksamhet av Siw Linde och Susanne Drougge som startade den första I Ur och Skurförskolan Mulleborg 1985 på Lidingö. År 1994 grundades Sveriges första skola, I ur och skur Utsikten på Lidingö. Friluftsfrämjandet utvecklar formerna sedan 1995 och äger dotterbolaget I ur och skur Utveckling, som i sin tur driver förskolor.
I ur och skur har undervisning både inomhus som utomhus. Fysisk aktivitet genom friluftsliv, rörelse och förflyttningar mellan lektioner och aktiviteter växlar med varandra.

## I ur och skur Utsikten skola
Utsikten skola grundades 1994 på Lidingö och hade sin verksamhet i Villa Karlshäll. Innan skolan fick sina lokaler bedrevs all undervisning utomhus och i ett stort tält. Skolan flyttade 1999 till en ny plats och ligger idag vid Lidingövallen.